# Megasema kurilana
Megasema kurilana är en fjärilsart som beskrevs av Felix Bryk 1942. Megasema kurilana ingår i släktet Megasema och familjen nattflyn. Inga underarter finns listade i Catalogue of Life.